# خوسيه أرسجا
خوسيه أنخيل أرسجا (بالإسبانية: José Ángel Arcega Aperte)‏ مواليد 31 مايو 1964 في سرقسطة، هو لاعب كرة سلة إسباني. مثّل منتخب بلاده. شارك في دورة الألعاب الأولمبية الصيفية سنة 1992.

## روابط خارجية
- خوسيه أرسجا على موقع الاتحاد الدولي لكرة السلة (الإنجليزية)
- خوسيه أرسجا على موقع الدوري الإسباني لكرة السلة (الإسبانية)
- خوسيه أرسجا على موقع كرة السلة الأوروبية.كوم (الإنجليزية)
- خوسيه أرسجا على موقع ريلجم (الإنجليزية)
- خوسيه أرسجا على موقع سبورتس رفرنس (الإنجليزية)
- خوسيه أرسجا على موقع أوليمبيديا (الإنجليزية)